# رونالدو دي أوليفيرا سترادا
رونالدو دي أوليفيرا سترادا هو لاعب كرة قدم برازيلي في مركز حراسة المرمى، ولد في 22 أغسطس 1996 في سالفادور في البرازيل. لعب مع نادي فيتوريا.

## وصلات خارجية
- رونالدو دي أوليفيرا سترادا على موقع قاعدة بيانات كرة القدم.إي يو (الإنجليزية)
- رونالدو دي أوليفيرا سترادا على موقع Soccerway.com (الإنجليزية)